# Parastheneboea montisrajae
Parastheneboea montisrajae är en insektsart som först beskrevs av Günther 1933.  Parastheneboea montisrajae ingår i släktet Parastheneboea och familjen Diapheromeridae. Inga underarter finns listade i Catalogue of Life.